# Дімітріос Капетанакіс
Дімітріос Капетанакіс (грец. Δημήτριος Καπετανάκης, 1912, Смірна — 1944, Лондон) — новогрецький поет, критик, перекладач, філософ.

## Життєпис
Дімітріос Капетанакіс народився в Смірні в родині лікаря Апостолоса Капетанакіса. Після Малоазійської катастрофи разом з сім'єю переїхав до Афін, де навчався на юридичному факультеті Афінського університету.
Згодом продовжив навчання у Гейдельберзькому університеті (1934—1936) у професора Карла Ясперса. Там же отримав докторський ступінь з дисертацією на тему «Любов і час» (нім. Liebe und Zeit). Під час перебування в Гейдельберзі зблизився із літературними і філософськими колами.
Після повернення в Афіни продовжив свою співпрацю з журналом «Архів філософії», і справпрацював від 1934 року із «Теорією науки Цацос — Канеллопулос — Теодоракопулос». Ці часописи опублікували усі відомі праці Капетанакіса. В період 1936—1938 років працював професором філософії в клубі «Аскрайос» (грец. Ασκραίος). Був також членом літературного гуртка Іоанніса Сікутріса.
Решту життя провів у Лондоні. Там він став відомим в інтелектуальних колах, публікував критичні статті, дослідження та вірші англійською мовою. Під час Другої світової війни він працював у прес-службі посольства Греції. Помер від лейкемії 1944 року.